# Balaka
Balaka Becc., es un género con 22 especies de plantas con flores perteneciente a la familia  de las palmeras (Arecaceae).  
Son originarias de las islas Fiyi y Samoa.

## Taxonomía
El género fue descrito por Odoardo Beccari y publicado en Annales du Jardin Botanique de Buitenzorg 2: 91. 1885.
Etimología
Balaka: nombre genérico que viene de su nombre vernáculo en la isla de Fiji.

## Especies
- Balaka cuneata
- Balaka gracilis
- Balaka longirostris
- Balaka minuta
- Balaka macrocarpa
- Balaka microcarpa
- Balaka seemannii
- Balaka samoensis
- Balaka spectabilis
- Balaka tuasivica